# Гексаграм

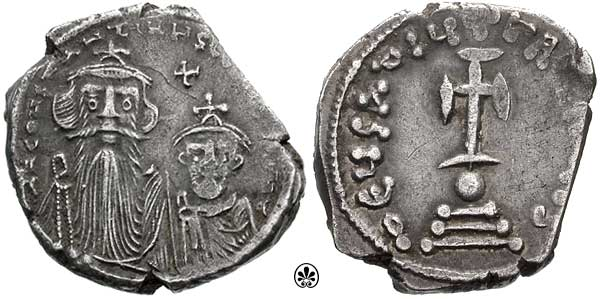
Гексаграм Константа II та Костянтина IV.

Гексаграм (грец. ἑξάγραμμα) — срібна монета Візантійської імперії, що вперше викарбована на початку  VII століття і перебувала в обігу до 720 року.

## Історія
У пізні часи Римської та ранні часи Візантійської імперій срібні монети зазвичай не використовувались  (за деякими виключеннями). Причиною цього було велике коливання ціни срібла відносно золота. Однак під час війни з Персією, візантійський імператор Іраклій (610—641) наважився на карбування срібних монет для покриття затрат на війну. Матеріал для монет використано із конфіскованого у церков срібного посуду.
Монети названо за їх вагою — шість грамів (власне 6.84 грами) і можливо вартістю 1/12 золотого соліда. Монети також карбувались і пізніше за імператора Константа II (правив 641—668). Гексаграм карбували менше за Костянтина IV (668—685). Пізніше їх карбували лише за нагоди і для церемоній та останні гексаграми зустрічаються з часів Анастасія II (713—715). На їх заміну у 720 році імператор Лев III Ісавр випускає у обіг нову монету міліаресіон (відроджена назва міліарисія — монети що була в обігу у IV ст.).